# Esther Paslier
Esther Paslier (Aurillac, 10 settembre 1997) è un'ex sciatrice alpina francese.

## Biografia
Specialista delle prove veloci originaria di Briançon e attiva dal dicembre del 2013, la Paslier ha esordito in Coppa Europa il 31 gennaio 2014 a Serre Chevalier in supergigante (62ª); in Coppa del Mondo ha debuttato il 3 marzo 2018 a Crans-Montana nella medesima specialità (44ª) e ha ottenuto il miglior risultato il giorno successivo nella stessa località in combinata (28ª). In Coppa Europa ha conquistato il primo podio il 5 febbraio 2020 a Pila in discesa libera (3ª) e l'unica vittoria, nonché ultimo podio, il 26 gennaio 2022 a Sankt Anton am Arlberg nella medesima specialità; ha preso per l'ultima volta il via in Coppa del Mondo il 18 dicembre 2022 a Sankt Moritz in supergigante, senza completare la prova, e si è ritirata durante quella stessa stagione 2022-2023: la sua ultima gara è stata la discesa libera di Coppa Europa disputata ad Altenmarkt-Zauchensee il 12 gennaio, chiusa dalla Paslier al 19º posto. Non ha preso parte a rassegne olimpiche o iridate.

## Palmarès

### Coppa del Mondo
- Miglior piazzamento in classifica generale: 128ª nel 2018

### Coppa Europa
- Miglior piazzamento in classifica generale: 10ª nel 2022
- 3 podi (in discesa libera):
  - 1 vittoria
  - 2 terzi posti

#### Coppa Europa - vittorie
| Data            | Località               | Paese   | Specialità |
| --------------- | ---------------------- | ------- | ---------- |
| 26 gennaio 2022 | Sankt Anton am Arlberg | Austria | DH         |

Legenda:

DH = discesa libera

### Campionati francesi
- 5 medaglie:
  - 1 oro (discesa libera nel 2021)
  - 1 argento (discesa libera nel 2018)
  - 3 bronzi (supergigante nel 2018; supergigante nel 2021; discesa libera nel 2022)